# Governo Thatcher I
Il governo Thatcher I è stato l'ottantacinquesimo governo del Regno Unito, in carica dal 4 maggio 1979 al 10 giugno 1983, durante la quarantottesima legislatura della Camera dei comuni.

## Storia
Le Elezioni generali nel Regno Unito del 1979 si svolsero il 3 maggio e videro la vittoria dei conservatori guidati dalla nuova leader Margaret Thatcher.
Il governo mise in atto una serie di iniziative politiche ed economiche destinate a ridurre l'elevata disoccupazione che pesava sulla Gran Bretagna, conseguenza della recessione e causa di forte scontento popolare.
Nell’ambito di politiche economiche riconducibili alla Reaganomics, la leader conservatrice attuò una decisa deregolamentazione del settore finanziario e una flessibilità del mercato del lavoro, privatizzò le aziende statali, promosse l'imprenditorialità e ridusse l'influenza dei sindacati. 
La popolarità della Thatcher nei primi anni di mandato fu alquanto variabile, a causa della persistente recessione e del conseguente alto tasso di disoccupazione. Nel settembre 1981 il primo ministro attuò un sostanziale rimpasto nel governo.
Il consenso si impennò grazie alla ripresa dell'economia e alla vittoriosa gestione della guerra delle Falkland del 1982 contro l'Argentina.
Visti i risultati positivi la Thatcher convocò le successive elezioni generali, previste nel 1984, un anno prima.

## Situazione Parlamentare
| Camera | Collocazione | Partiti | Seggi     |
| ------ | ------------ | --- | --------- |
| Camera | Maggioranza  | Conservatori (339) | 339 / 635 |
| Camera | Opposizione  | Laburisti (269),liberali(11),Partito Nazionale Scozzese (2),Partito Unionista Democratico (3),Plaid Cymru (2),Partito Social Democratico e laburista (1),Partito Unionista dell'Ulster (5),Indipendenti (3) | 296 / 650 |

## Composizione
dal 1979 al 1981
- Margaret Thatcher – Primo Ministro
- William Stephen Whitelaw – Interno
- Christopher Soames – Leader della Camera dei lord e Lord Presidente del Consiglio
- Quintin Hogg, Lord Hailsham di St Marylebone – Lord Cancelliere
- Sir Geoffrey Howe – Cancelliere dello Scacchiere
- Lord Carrington – Esteri e Commonwealth
- Ian Gilmour – Lord custode del sigillo privato
- John Biffen – Tesoro
- Peter Walker – Agricoltura e pesca
- Norman St John-Stevas – Leader della Camera dei comuni e ministro delle Arti
- Francis Pym – Difesa
- Mark Carlisle – Educazione e scienza
- James Prior – Lavoro
- David Howell –Energia
- Michael Heseltine – Sviluppo
- Patrick Jenkin – Salute e sicurezza sociale
- Keith Joseph – Industria
- Humphrey Atkins – Segretario di Stato per l'Irlanda del Nord
- Angus Maude – Ministro senza portafoglio
- George Younger – Segretario di Stato per la Scozia
- John Nott – Commercio e Industria
- Nicholas Edwards – Segretario di Stato per il Galles

dal 1981 al 1983
- Margaret Thatcher – Primo Ministro
- William Whitelaw – Interno
- Francis Pym – Leader della Camera dei lord e Lord Presidente del Consiglio
- Quintin Hogg, Lord Hailsham di St Marylebone – Lord Cancelliere
- Sir Geoffrey Howe – Cancelliere dello Scacchiere
- Lord Carrington – Esteri e Commonwealth
- Humphrey Atkins – Lord custode del sigillo privato
- Leon Brittan – Tesoro
- Peter Walker – Agricoltura e pesca
- John Nott – Difesa
- Keith Joseph – Educazione e scienza
- Norman Tebbit –Lavoro
- Nigel Lawson – Energia
- Michael Heseltine – Sviluppo
- Norman Fowler – Salute e Sicurezza sociale
- Patrick Jenkin – Industria
- Yanet Young –  Leader della Camera dei comuni
- James Prior – Segretario di Stato per l'Irlanda del Nord
- Cecil Parkinson – Ministro senza portafoglio
- George Younger – Segretario di Stato per la Scozia
- John Biffen – Industria e commercio
- David Howell – Trasporti
- Nicholas Edwards – Segretario di Stato per il Galles